# National Science Foundation
La National Science Foundation és una agència independent del govern dels Estats Units que impulsa investigació i educació fonamental en tots els camps no mèdics de la Ciència i l'Enginyeria. Amb un pressupost anual d'uns $6.000 milions (de l'any fiscal 2008), la NSF finança aproximadament el 20 per cent de tota la investigació bàsica impulsada federalment en els instituts i universitats dels Estats Units. En alguns camps, com en Matemàtiques, Informàtica, Econòmiques i les Ciències Socials, la NSF és la principal font federal.
El director de la NSF, el seu director adjunt (deputy), i els 24 membres del National Science Board (NSB) són designats pel President dels Estats Units, i confirmats pel Senat. El director i el director adjunt són responsables de l'administració, planificació, pressupostos i operacions diàries de la Fundació, mentre que el NSB es reuneix sis vegades a l'any per establir les seves polítiques generals. El director actual de NSF és Arden L. Bement, Jr., i el director adjunt actual és Kathie L. Olsen.

## Procés de revisió de mèrits i concessions
Encara que moltes altres agències d'investigació federals operen en els seus propis laboratoris- com per exemple la National Aeronautics and Space Administration (NASA) i els National Institutes of Health (NIH)- la NSF no ho fa. En lloc d'això, busca completar la seva missió emetent concessions per períodes limitats, competitivament, en resposta a propostes específiques de la comunitat d'investigació. (NSF també realitza alguns contractes.) Algunes propostes són sol·licitades, i unes altres no; la NSF finança tots dos tipus.
NSF rep sobre unes aproximadament 40.000 propostes cada any, i en finança unes 10.000. Els projectes finançats estan normalment situats a dalt en un rànquing del procés de revisió de mèrits Arxivat 2007-02-13 a Wayback Machine.. Aquestes revisions són dutes a terme per panells de científics independents, enginyers i educadors els qui són experts en els camps rellevants d'estudi, i els qui són seleccionats per NSF intentant evitar conflictes d'interès. (Per exemple, els revisors no poden treballar en NSF, ni per a la institució que empra als investigadors proposats.) Totes les avaluacions de propostes són confidencials.
La majoria de les concessions de NSF van a individus o petits grups d'investigadors els qui realitzen la investigació als seus campus locals. Altres concessions donen finançament a centres d'investigació de mitja-escala, instruments i facilitats que serveixen als investigadors de moltes institucions. La resta de les facilitats a escala nacional de finançament es comparteixen per igual entre la comunitat d'investigadors. Exemples de facilitats nacionals inclouen observatoris de la NSF, amb els seus telescopis d'ones de radi i òptics gegants; els seus assentaments d'investigació en l'Antàrtida; les seves facilitats de computació d'alta gamma i les seves connexions de xarxes ultra veloces; les naus i submergibles usats per a investigació oceànica; i els seus observatoris d'ones gravitacionals.
A més de les facilitats per a investigadors, les concessions NSF també impulsen l'educació científica, d'enginyeria i matemàtica des de pre-K a través de l'escola de grau i més enllà.

## Àmbit i organització

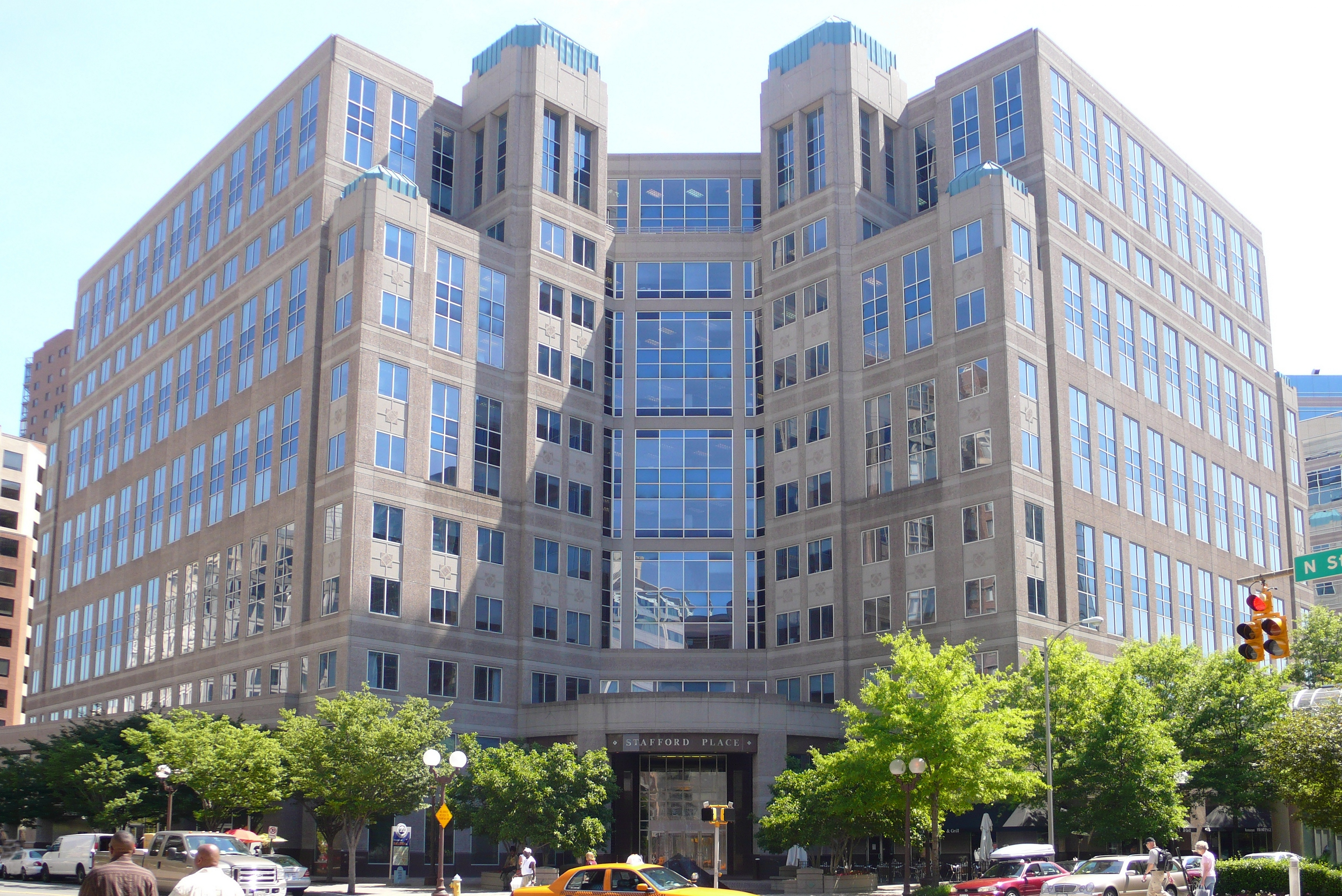
Edifici de la Fundació Nacional de la Ciència.

Les seves seus estan a Arlington, Virgínia.

### Adreces d'Investigació
NSF organitza el seu impuls en educació i investigació a través de set ubicacions, cadascuna tractant diverses disciplines: 
- Ciències Biològiques (Biologia molecular, cel·lular, i d'organismes, Ciència del Medi ambient)
- Enginyeria i Ciència de la Informació i la Computació (Informàtica fonamental, sistemes de xarxa i computadors, i Intel·ligència artificial)
- Enginyeria (bioenginyeria, sistemes ambientals, sistemes mecànics i civils, sistemes de transport i químics, sistemes elèctrics i de comunicacions, i disseny i manufactura)
- Geociencia (Ciències geològiques, atmosfèriques i dels oceans)
- Ciències Matemàtiques i Físiques (Matemàtiques, Astronomia, Física, Química i Ciència dels Materials)
- Ciències Socials, del Comportament i Econòmiques (Neurociències, Psicologia, Ciències Socials, Antropologia i Economia)
- Educació i Recursos Humans (Ciència, Tecnologia, Enginyeria i educació en Matemàtiques en qualsevol nivell)

### Altres oficines d'investigació
NSF també impulsa la investigació a través de diverses oficines dins de Oficina del Director:
- Oficina de Ciberinfraestructura Arxivat 2012-12-24 a Wayback Machine.
- Oficina de Programes Polars Arxivat 2017-03-10 a Wayback Machine.
- Oficina d'Activitats d'Integració
- Oficina de Ciència i Enginyeria Internacional

### Programes Multidisciplinaris
A més de la investigació que finança en disciplines específiques, NSF ha llançat diversos projectes multidisciplinaris que coordinen els esforços d'experts en moltes disciplines. Exemples com:
- Nanotecnologia
- La ciència de l'aprenentatge
- Biblioteques digitals Arxivat 2011-05-14 a Wayback Machine.
- L'ecologia de malalties infeccioses

En molts casos, aquests projectes comporten col·laboracions amb altres agències federals dels Estats Units.

## Història i missió

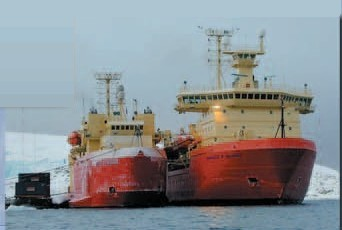
Vaixells de la NSF

La NSF va ser establerta per la National Science Foundation Act de 1950. La seva missió designada: 
Promoure el progrés de la ciència; avançar la salut nacional, prosperitat; i assegurar la defensa de la nació.
Alguns historiadors de la ciència han discutit que el resultat va ser un compromís no satisfactori entre massa visions discordants del propòsit i àmbit del govern federal. NSF no era l'agència del govern principal per al finançament de la ciència bàsica, atès que els seus impulsors havien previst les conseqüències de la II Guerra Mundial. En el 1950, l'impuls de les àrees principals d'investigació havien arribat a estar dominades per agències especialitzades tals com els National Institutes of Health (investigació mèdica) i la Comissió de l'Energia Atòmica dels Estats Units (física nuclear i de partícules). El patró continuaria després de 1957, quan hi va haver sobre el llançament del Spútnik va portar a la creació de la National Aeronautics and Space Administration (ciència espacial) i la Defense Advanced Research Projects Agency (DARPA, Agència de Projectes d'Investigació Avançada de Defensa).
No obstant això, l'abast de NSF s'ha expandit amb el pas dels anys per a incloure moltes àrees que no eren en el catàleg inicial, incloent-hi les ciències del comportament i socials, enginyeria, i educació de ciència i matemàtiques. Avui, com es va descriure en el seu pla estratègic 2003-2008, NSF és l'única agència federal amb mandat per impulsar "tots" els camps no mèdics d'investigació.
A més a més, la fundació ha arribat a gaudir amb fort suport del Congrés. Especialment després del boom tecnològic dels anys 1980, s'ha abraçat la noció que la investigació bàsica finançada pel govern és essencial per a la salut econòmica de la nació i la competitivitat global, i també per a la defensa nacional. Aquest impuls s'ha manifestat en un pressupost expansiu de 1.000 milions de dòlars el 1983 a més de 5.600 milions el 2006. (any fiscal 2006).